# مصطفى أحمد السيد
مصطفى أحمد السيد أحمد محافظ محافظة أسوان السابق في مصر. من مواليد 13 سبتمبر 1948.
تخرج من الكلية الحربية العام 1970. من بين المناصب التي شغلها منصب قائد الجيش الثاني الميداني.